# A kenguru
A kenguru 1976-ban bemutatott road-movie jellegű, színes, zenés magyar játékfilm, mely Bertha Bulcsu azonos című kisregénye alapján készült. Főhőse egy kőbányai, fiatal teherautó-sofőr, aki a paksi atomerőmű építkezésére szállít anyagokat. Egyik fuvarja alkalmával felvesz egy csinos stopposlányt, akibe belehabarodik, noha van barátnője is.

## Cselekmény
|  | Alább a cselekmény részletei következnek! |

Varjú István, becenevén Kánya a Teherfuvarozási Vállalatnál (Volán TEFU) dolgozik sofőrként. A divatos farmerruhát viselő, hosszú hajú fiatalemberből elsőre sokan nem nézik ki, hogy ilyen jó állása van. ZiL teherautójával Paks felé menet – U-elemeket szállít az atomerőmű-építkezésre – felvesz az országúton egy csinos stopposlányt. A szeplős, fesztelen szőkeséggel hamar egy hullámhosszra kerülnek, és szikrázni kezd köztük a levegő. A lány szeretné, ha Paks helyett inkább Boglárra mennének, mert „ott a Balcsi”, valami buli is van és „jó napokat lehetne csinálni”. Kánya válaszképp a műszerfalra tűzött Camel-cigarettareklámra mutat, azzal, hogy a rajta szereplők bármelyike elvinné őt Boglárra, kivéve a kengurut, magát annak nevezve. Beszélgetésük közben a lány közvetve elárulja, hogy a Mátyás tér környékén lakik. 
Paks határában elválnak útjaik, de Kánya csakhamar rádöbben, hogy képtelen kiverni fejéből a szőke kis bombázót. A munkásszállón váltótársával, Balogh Jánossal találkozik. Bemennek a városba, ahol sörözés közben elmesélik egymásnak életük történetét. Kiderül, hogy mindkettejüknek hiányzik valaki ‒ Kányának egy „fiatal női szerkezet” (a stopposlány), Baloghnak meg egy jóravaló feleség, aki gondját viselné. Kánya arról is beszél, hogy szerinte a dolgok az úton történnek, ott bonyolódik az élet, a megérkezés pedig maga a csőd. Eszmefuttatását a nála jóval idősebb, elvált, földhözragadt Balogh nem nagyon érti.
Kányának Pestre visszatérve első útja a Mátyás térre vezet, hátha megtalálja a stopposlányt. Beül a helyi presszóba is, hogy ott érdeklődjön utána, de semmire sem jut, kérdezősködésével viszont magára vonja egy sötét társaság figyelmét. Egyikük, egy selyemfiúnak öltözött cigány odalép hozzá, és ellentmondást nem tűrő hangon, fenyegető modorban kiutasítja a sörét iszogató fiút a helyiségből. 
Kányát kellemesebb környezet várja kőbányai baráti körében, ahol ő a sztár és rajonganak érte a külvárosi lányok. Teherautója műszerfalán, a Toyota- és Camel-reklám fölött az ő fotóik sorakoznak ‒ útközben rájuk-rájuk pillant, miközben a magnójáról jobbnál jobb zenéket hallgat. Van azonban neki állandó barátnője is, Zsozsó, aki a stoppos kalandjáról értesülve (és azt félreértve) féltékenykedni kezd. Később elmennek a lányhoz, amikor szülei nincsenek otthon és üres a ház. Zsozsó élete nehéz, anyja-apja éjt nappallá téve dolgozik, szinte nem is látja őket, az öreg ráadásul alkoholista. Hosszasan szeretkeznek, s egyszer csak arra riadnak fel, hogy a lány anyja váratlanul betoppan. A gyári munkásasszony teljesen kiborul, hogy a lányát in flagranti találja egy ismeretlen „stricivel”. Dühében lekever egy hatalmas pofont Zsozsónak, Kányáról pedig nem akarja elhinni, hogy teherautót vezet („Ilyen sofőrt én még nem láttam!”) ‒ ám később megbékél a fiúval.
Kánya a Makkhetes vendéglő kerthelyiségében találkozik kamionsofőr barátjával, Jocóval, aki nemrég jött haza legutóbbi, marseille-i útjáról. Jocó kamionosként nagy lábon él, a vendéglőben hatalmas adag tatárbifszteket rendel és hozzá finom söröket, barátjának pedig ölébe dobja a kért nyugati cuccot: egy márkás fehér dzsekit Monte-Carlóból. Jocónak tekintélye van: a pincér ugrál körülötte, egy napszemüveges drogdíler „füvet” venne tőle, majd feltűnik egy csinos nő is, aki szintén őt keresi. Kánya szeretne úgy élni, mint a barátja, jól keresni, sokat utazni, világot látni, ezért leghőbb vágya, hogy ő is kamionsofőr lehessen. A Hungarocamionhoz azonban nem könnyű bekerülni, különösen egy nőtlen fiatalembernek, akiről eleve azt feltételezik, hogy sofőrként esetleg csak „dobbantani” (disszidálni) akar – Kányának ráadásul kamionvezetési tapasztalata sincs. Így marad a ZiL és a belföldi fuvarozás egész nyáron, állandóan a stopposlányról ábrándozva, Zsozsót teljesen elhanyagolva. Egyik útja során lejut Balatonboglárra, ahol a fuvar végeztével kimegy a strandra, reménykedve, hátha ott találja szőke szerelmét. Aztán újra Paks következik: az építkezésen olvassa el Zsozsó levelét, melyben a lány azt írja, nagy titkot készül vele megosztani, amint a fiú hazaér. Pestre visszaindulva összefut váltótársával: az élhetetlen lúzernek hitt Balogh kivirulva, büszkén meséli Kányának, hogy ő már megtalálta a maga asszonyát, aki most paprikás csirkével várja haza kertes házukba. Hívja Kányát is, hogy vacsorázzon náluk, de a fiú elhárítja az invitálást.
Kőbányára hazatérve, törzshelyükön, a presszó teraszán várja őt a szokásos társaság, köztük Zsozsó. Ám mielőtt a lány beszélhetne vele, a pultosnő szalvétára írt üzenetet ad át Kányának Jocótól: a cégnél üresedés van, mehetne külföldre. Egy egész napot töltenek Zsozsóval, aki az üzenet miatt, amit Kánya nem mutat meg neki, megint féltékeny lesz (azt hiszi, a stopposlány írta), majd a nap végén közli vele, hogy terhes tőle, de mivel hiába várt rá egész nyáron, ő ezt így nem akarja tovább folytatni. Összevesznek, s amikor Zsozsó hülye kengurunak nevezi, pofonvágja a lányt, mire az faképnél hagyja őt és elrohan. Kánya este bánatában elmegy szórakozni a Láng Művelődési Házba, de ott is csak konfliktusba keveredik: lekéri a kőbányai társaság ugyancsak ott szórakozó Doki nevű tagjától Cicát, a mutatós kőbányai lányt, akivel korábban ő kavart, de Doki azóta lecsapta a kezéről, és nem akarja „visszaadni” neki. A felbőszült új lovag kirángatja Kányát a művház mögé, hogy lerendezzék a vitát. Férfiasan megverekednek, sörösládák repülnek, vér is folyik, de a végén a két fiú kibékül, Kánya pedig a történtek hatására átértékeli addigi életét. 
Hajnalban fél Kőbányán keresztül Zsozsóék városszéli házához rohan, és az utcáról kiabálva próbálja kihívni a lányt. Beugrik a kertbe, mire Zsozsó helyett az apja ront ki a házból, hogy megtorolja a magánlaksértést és a csendháborítást: hatalmasat behúz Kányának. Az egész család azt hiszi, ettől keletkeztek arcán az ütésnyomok, melyeket előző éjjel a verekedésben szerzett. Kánya közli, hogy elveszi Zsozsót feleségül és leköltözik vele Paksra, ahol az erőműnél fog dolgozni jól fizetett izotópsofőrként, sőt lakást is kapnak. A szülők, ha nehezen is, de áldásukat adják rájuk. A film végén Kánya még azt is kipróbálhatja, milyen vezetni egy Volvo-kamiont: az M7-es melletti parkolóban Jocó megengedi, hogy barátja beülhessen a volánhoz és begyújtsa a motort, ám Kánya el is indul a hatalmas járművel ‒ igaz, csak a következő parkolóig megy vele, Jocó meg rémülten utána a ZiL-lel. „Nem is olyan nagy szám ez a Volvó… az én kocsim gyorsabb” ‒ mondja Kánya a kamionból kiszállva, végszóként, kellő szocialista öntudattal. A zárójelenetben a naplementébe suhanó ZiL műszerfalát már csak egyetlen lány fényképe díszíti: Zsozsóé…

## Szereplők
- Gálffi László – Varjú István, alias Kánya, TEFU-sofőr (neve a stáblistán „y”-nal)
- Tarján Györgyi – stopposlány
- Koltai Róbert – Jocó, kamionsofőr
- Füller Dezső – Balogh János TEFU-sofőr, Varjú paksi váltótársa
- Vándor Éva – Zsozsó
- Pásztor Erzsi – Zsozsó anyja
- Csapó János – Zsozsó apja
- Trokán Péter – mérnök a paksi építkezésen
- Kánya Kata – pincérnő a Mátyás téri presszóban
- Hunyadkürti István – kidobóember a Mátyás téri presszóban
- Németh Nóra – Cica, Zsozsó barátnője
- Bánfalvy Ágnes – Mari, Zsozsó barátnője
- Bregyán Péter – Doki, Cica barátja
- Lázár Kati – Varjú István nővére
- Lontay Margit – Manci néni, pultosnő a presszóban
- Holl István – Totyó, pincér a Makkhetesben
- Málnai Zsuzsa – Pötyike, Zsozsó barátnője, a presszós társaság tagja
- Bácskai János – Varjú István barátja, a presszós társaság tagja
- Mendelényi Vilmos – drogdíler (a „Mosolyárus”), Jocó barátja
- Szerencsi Hugó – strandoló ember, aki a csónakját Szárszóra akarja feketefuvarral szállíttatni

## Zene
A történet alaphangulatát, fiatalos életérzését, egész feelingjét a könnyűzene adja: a főhős vezetőfülkéjében állandóan szól a magnó, olykor az utcán is azt hallgatja – megelőlegezve a walkman-korszakot! –, és van néhány élőzenés, táncos jelenet is. Mivel megfilmesítve mindez még sokkal katartikusabb hatásúnak ígérkezett, a rendező megragadta az alkalmat és felkérte a korszak szinte teljes magyar popzenei szcénáját a kísérő zeneszámok megkomponálására, előadására. A film zenéjét 13 magyar popdal alkotja, élvonalbeli előadók tolmácsolásában; ezek a számok megjelenésük után a korszak slágerei lettek. A film 11 betétdalából nagylemez is megjelent A Kenguru zenéje címmel (Pepita, SLPX 17460); a szovjet kiadás címe: Венгерская Эстрада (Мелодия, C90-06291-2). Mindkét lemez 11 dalt tartalmaz, de nincsenek teljes átfedésben: a Nem biztos semmi és a Never Feel Shame csak az MHV-korongokon, míg a Mondj valami szépet (Скажи мне что-нибудь хорошее) és a Hányszor mondtam neked (Сколько раз ты сказал) csak a szovjet kiadáson szerepel.
| előadó                        | dal                                               | szerző         | HU | RU |
| ----------------------------- | ------------------------------------------------- | -------------- | -- | -- |
| Fonográf                      | A kenguru                                         | Szörényi–Bródy | A1 | A1 |
| Koncz Zsuzsa és a Fonográf    | I Love You                                        | Tolcsvay–Bródy | A2 | A2 |
| M7                            | Nincs arra szó                                    | Tardos–Huszár  | A3 | A3 |
| Bódy Magdi és az M7           | Hova mész?                                        | Tardos–Huszár  | A4 | A4 |
| LGT                           | The Lady of the Night (Álomarcú lány)             | Somló–Adamis   | A5 | A5 |
| Skorpió                       | Lead Me through the Night (Vezess át az éjszakán) | Frenreisz      | B1 | A6 |
| Bergendy                      | Kikapcsolom az idegrendszerem                     | Latzin–Demjén  | B2 | B1 |
| Gemini                        | Azon a szombat éjszakán                           | Markó–Tardos   | A6 | B2 |
| Kovács Kati és a Gemini       | Nem biztos semmi                                  | Koncz–Tardos   | B3 | –  |
| Delhusa Gjon és a Gemini      | Mondj valami szépet                               | Delhusa–Tardos | –  | B3 |
| Zalatnay Sarolta és a Generál | Gyere egyedül                                     | Tardos–Huszár  | B4 | B4 |
| Generál                       | Hányszor mondtam neked                            | Tardos–Huszár  | –  | B5 |
| Omega                         | Never Feel Shame (Ne legyen)                      | Benkő–Kóbor    | B5 | –  |

## Forgatási helyszínek
- Budapest: 
  - Kőbánya: Zalka Máté (ma Liget) tér, Kőbánya-Alsó vasútállomás, Makkhetes vendéglő (Martinovics tér 2.), Hungarocamion-telep (Ceglédi út), TEFU-bázis és más helyszínek
  - Józsefváros: Mátyás tér a presszóval (a beltéri felvételek egy másik presszóban készültek)
  - Mátyásföld: Natasa (Pillangó) Presszó (Lepkevirág u. 9.); Pesti határút 26. (Zsozsóék háza)
  - Alsórákosi-rétek: szántóföld Zsozsóék házával szemben (ma erdő)
  - Kispest: játékterem (Ady Endre út 55‒57.)
  - Angyalföld: Láng Művelődési Ház (Rozsnyai u.)
- a 2102-es út Fót és Csomád közötti vasúti átjárója
- Paks (6-os főút, Duna-part, belterület, kocsma, atomerőmű-építkezés stb.)
- Balatonboglár (belterület, strand, épülő üdülő)
- 10-es főút Pilisvörösvár és Piliscsaba között
- M7‒M1 közös kivezető szakasza Budaörs után
- M7-es sztráda Székesfehérvárnál: a Fehérvár Bisztró parkolója és a másik oldali parkoló

Van néhány további, nehezen azonosítható helyszín és útszakasz is a filmben.

## Érdekességek
- Állítólag a film elején, a fót–csomádi vasúti kereszteződésben felvett jelenetnél nem volt megbeszélve a MÁV-val a forgatás, így a mozdonyvezetőt is váratlanul érte, amikor a ZiL-t szabálytalanul előző állami Volga öt utasával a tilos jelzés ellenére életveszélyesen áthajtott a tehervonat előtt.[3]
- A film forgatásának évében helyezték el a paksi atomerőmű alapkövét, több éves előkészítő földmunkák után, amire utalás történik a filmben.
- A stopposlány által emlegetett balatonboglári kápolnában 1968 és 1973 között valóban voltak alternatív happeningek és „jó kis balhék”, de a szervező „művész fejeket” 1974-ben egy államilag elrendelt felújítás apropóján kitiltották onnan, a kápolnát pedig bezárták, a forgatás idején tehát már nem működött.[4]
- Az NFI recenziója szerint[5] a rendező azt a befejezést tervezte, hogy Kánya elhajt Jocó kamionjával, a nyugati határon áttöri a sorompót, mire a határőrök utánalőnek, kilyukasztják a gumiját, de a fiú ekkor már osztrák területen van, kiszáll, és a szabadság földjéről beint nekik, majd gyalog indul tovább. Ez az információ eddig csak az NFI oldalán szerepel, forrása nincs megadva, más forrásból nem erősíthető meg. Hitelessége azért is kérdéses, mert nem így végződik a film alapjául szolgáló kisregény sem, amelynek cselekményét Zsombolyai forgatókönyve aránylag hűen követi. Kizárt, hogy egy Mafilmes rendező a 70-es évek közepén a „szocialista hazafiság” szellemével ellentétes szemléletű ifjúsági nagyjátékfilmet próbált volna csinálni, ráadásul állami dotációval: Aczél és a Filmfőigazgatóság egyből letiltotta volna őt is, a filmjét is.
- A Mátyás téri presszóban ülő sötét társaság egyik tagja ugyanaz a civil szereplő, aki Schiffer Pál Cséplő Gyuri c. filmjében (1976) a Rákospalotai Cigányklub prominensei között is feltűnik. A mögöttük lévő asztalnál három öltönyös olasz ül, a stopposlány által emlegetett lókereskedő és társai, akik egy Bari (BA) rendszámú piros Fiat 128 Sport Coupéval érkeznek a presszóhoz, és a pincérnő (Kánya Kata) kitüntető figyelmében részesülnek. A két társaság tagjai közül csak Hunyadkürti szerepel a stáblistán. Bertha regényében mindez egy Nefelejcs utcai presszóban játszódik, ahol a selyemfiúnak öltözött cigány, mielőtt kidobná Varjút, meg akarja venni tőle a magnóját „öt rongyért”.